# Stylopoma fastigatum
Stylopoma fastigatum är en mossdjursart som beskrevs av Tilbrook 200. Stylopoma fastigatum ingår i släktet Stylopoma och familjen Schizoporellidae. Inga underarter finns listade i Catalogue of Life.